# Fonction elliptique d'Abel
En mathématiques, les fonctions elliptiques d'Abel sont un type particulier de fonctions elliptiques, qui ont été établies par le mathématicien norvégien Niels Henrik Abel. Il publie son article Recherches sur les Fonctions elliptiques dans le Journal de Crelle en 1827 . Il s'agit du premier travail sur les fonctions elliptiques qui a été réellement publié . Les travaux d'Abel sur les fonctions elliptiques ont également influencé les études de Jacobi sur les fonctions elliptiques, dont le livre publié en 1829 Fundamenta nova theoriae functionum ellipticarum est devenu l'ouvrage standard sur les fonctions elliptiques. 

## Histoire
Le point de départ d'Abel était les intégrales elliptiques, étudiées en détail par Adrien-Marie Legendre. Il a commencé ses recherches en 1823 alors qu'il était encore étudiant. En particulier, il les considérait comme des fonctions complexes qui, à cette époque, en étaient encore à leurs balbutiements. Au cours des années suivantes, Abel a continué à explorer ces fonctions. Il a également essayé de les généraliser à des fonctions avec encore plus de périodes, mais ne semblait pas pressé de publier ses résultats.
Mais au début de l'année 1827 il rédige en seule fois son premier et long exposé de ses découvertes Recherches sur les fonctions elliptiques. À la fin de la même année, il prend connaissance de Carl Gustav Jacobi et de ses travaux sur les nouvelles transformations des intégrales elliptiques. Abel termine alors une deuxième partie de son article sur les fonctions elliptiques et montre en annexe comment les résultats de transformation de Jacobi s'ensuivraient facilement  . Lorsqu'il voit ensuite la publication suivante de Jacobi où il utilise des fonctions elliptiques pour prouver ses résultats sans se référer à Abel, le mathématicien norvégien se retrouve en lutte avec Jacobi pour la priorité. Il termine plusieurs nouveaux articles sur des questions connexes, les datant maintenant pour la première fois, mais meurt moins d'un an plus tard en 1829. Entre-temps, Jacobi achève son grand ouvrage sur les fonctions elliptiques Fundamenta nova theoriae functionum ellipticarum qui paraît la même année sous forme de livre. Il a fini par définir ce que serait la forme standard des fonctions elliptiques dans les années qui ont suivi.

## Dérivation des intégrales elliptiques
On considère l'intégrale elliptique de première espèce sous la forme symétrique suivante :
{\displaystyle \alpha (x):=\int _{0}^{x}{\frac {\mathrm {d} t}{\sqrt {(1-c^{2}t^{2})(1+e^{2}t^{2})}}}} avec {\displaystyle c,e\in \mathbb {R} } .
{\displaystyle \alpha } est une fonction croissante impaire sur l'intervalle {\displaystyle {\bigl [}{-{\tfrac {1}{c}}},{\tfrac {1}{c}}{\bigr ]}} avec un maximum égal à 
{\displaystyle {\omega  \over 2}:=\int _{0}^{1/c}{\frac {dt}{\sqrt {(1-c^{2}t^{2})(1+e^{2}t^{2})}}}.}
Cela signifie que {\displaystyle \alpha } admet une réciproque : il existe une fonction {\displaystyle \varphi } tel que {\displaystyle x=\varphi (\alpha (x))}, qui est bien défini sur l'intervalle {\displaystyle \textstyle \left[{-{\tfrac {\omega }{2}}},{\tfrac {\omega }{2}}\right]} .
Comme la fonction {\displaystyle \alpha }, elle dépend des paramètres {\displaystyle c} et {\displaystyle e} qui peut s'exprimer en écrivant {\displaystyle \varphi (u;e,c)} .
Puisque {\displaystyle \alpha } est une fonction impaire, {\displaystyle \varphi } est aussi une fonction impaire qui se traduit par {\displaystyle \varphi (-u)=-\varphi (u)} .
En prenant la dérivée par rapport à {\displaystyle u} on obtient :
{\displaystyle \varphi '(u)={\sqrt {\left(1-c^{2}\varphi ^{2}(u)\right)\left(1+e^{2}\varphi ^{2}(u)\right)}}}
qui est une fonction paire, c'est-à-dire que {\displaystyle \varphi (-u)=\varphi (u)} .
Abel a présenté les nouvelles fonctions
{\displaystyle f(u)={\sqrt {1-c^{2}\varphi ^{2}(u)}},\;\;\;F(u)={\sqrt {1+e^{2}\varphi ^{2}(u)}}} .
Ainsi, on a  {\displaystyle \varphi '(u)=f(u)F(u)} .
{\displaystyle \varphi }, {\displaystyle f} et {\displaystyle F} sont les fonctions dites fonctions elliptiques d'Abel. Elles peuvent être prolongées en utilisant les théorèmes d'addition.
Par exemple en ajoutant {\displaystyle \pm {\tfrac {1}{2}}\omega } on obtient :
{\displaystyle \varphi \left(u\pm {\omega  \over 2}\right)=\pm {1 \over c}{f(u) \over F(u)},\quad f\left(u\pm {\omega  \over 2}\right)=\mp {\sqrt {c^{2}+e^{2}}}{\varphi (u) \over F(u)},\;\;F\left(u\pm {\omega  \over 2}\right)={{\sqrt {c^{2}+e^{2}}} \over c}{1 \over F(u)}} .

### Prolongement complexe
{\displaystyle \varphi } peut être prolongée sur des nombres purement imaginaires en introduisant la substitution {\displaystyle t\rightarrow {\rm {i}}t} . On obtient {\displaystyle {\rm {i}}x=\varphi ({\rm {i}}\beta )}, où
{\displaystyle \beta (x)=\int _{0}^{x}{\frac {\mathrm {d} t}{\sqrt {(1+c^{2}t^{2})(1-e^{2}t^{2})}}}} .
{\displaystyle \beta } est une fonction croissante sur l'intervalle {\displaystyle {\bigl [}{-{\tfrac {1}{e}}},{\tfrac {1}{e}}{\bigr ]}} avec un maximum égal à 
{\displaystyle {\frac {\tilde {\omega }}{2}}:=\int _{0}^{\frac {1}{e}}{\frac {\mathrm {d} t}{\sqrt {(1+c^{2}t^{2})(1-e^{2}t^{2})}}}} .
Cela signifie {\displaystyle \varphi }, {\displaystyle f} et {\displaystyle F} sont connues sur les axes réel et imaginaire. En utilisant à nouveau les théorèmes d'addition, ils peuvent être étendus sur tout le plan complexe.
Par exemple pour {\displaystyle \alpha \in {\bigl [}{-{\tfrac {\omega }{2}}},{\tfrac {\omega }{2}}{\bigr ]}} on obtient
{\displaystyle \varphi \left(\alpha +{\tfrac {1}{2}}{\tilde {\omega }}{\rm {i}}\right)={\frac {\varphi (\alpha )f({\tfrac {1}{2}}{\tilde {\omega }}{\rm {i}})F({\tfrac {1}{2}}{\tilde {\omega }}{\rm {i}})+\varphi ({\tfrac {1}{2}}{\tilde {\omega }}{\rm {i}})f(\alpha )F(\alpha )}{1+c^{2}e^{2}\varphi ^{2}(\alpha )\varphi ^{2}({\tfrac {1}{2}}{\tilde {\omega }}{\rm {i}})}}={\frac {{\frac {\rm {i}}{e}}f(\alpha )F(\alpha )}{1+c^{2}e^{2}\varphi ^{2}(\alpha ){\frac {{\rm {i}}^{2}}{e^{2}}}}}={\frac {\rm {i}}{e}}{\frac {f(\alpha )F(\alpha )}{1-c^{2}\varphi ^{2}(\alpha )}}={\frac {\rm {i}}{e}}{\frac {f(\alpha )F(\alpha )}{f^{2}(\alpha )}}={\frac {\rm {i}}{e}}{\frac {F(\alpha )}{f(\alpha )}}} .

### Double périodicité et pôles
Les périodicités de {\displaystyle \varphi }, {\displaystyle f} et {\displaystyle F} peuvent être démontrées en appliquant plusieurs fois les théorèmes d'addition. Les trois fonctions sont doublement périodiques, ce qui signifie qu'elles ont deux périodes {\displaystyle \mathbb {R} }-linéaires indépendantes dans le plan complexe : 
{\displaystyle \varphi (\alpha +2\omega )=\varphi (\alpha )=\varphi (\alpha +2{\tilde {\omega }}{\rm {i}})=\varphi (\alpha +\omega +{\tilde {\omega }}{\rm {i}})}
{\displaystyle f(\alpha +2\omega )=f(\alpha )=f(\alpha +{\tilde {\omega }}{\rm {i}})}
{\displaystyle F(\alpha +\omega )=F(\alpha )=F(\alpha +2{\tilde {\omega }}{\rm {i}})} .
Les pôles des fonctions {\displaystyle \varphi (\alpha )}, {\displaystyle f(\alpha )} et {\displaystyle F(\alpha )} sont en
{\displaystyle \alpha =(m+{\tfrac {1}{2}})\omega +(n+{\tfrac {1}{2}}){\tilde {\omega }}{\rm {i}},\quad } pour {\displaystyle m,n\in \mathbb {Z} } .

## Relation avec les fonctions elliptiques de Jacobi
Les fonctions elliptiques d'Abel peuvent être exprimées par les fonctions elliptiques de Jacobi, qui ne dépendent pas des paramètres {\displaystyle c} et {\displaystyle e} mais d'un module {\displaystyle k} :
{\displaystyle \varphi (u;c,e)={\frac {1}{c}}\operatorname {sn} (cu,k)}
{\displaystyle f(u;c,e)=\operatorname {cn} (cu,k)}
{\displaystyle F(u;c,e)=\operatorname {dn} (cu,k)} ,
où {\displaystyle k={\frac {{\rm {i}}e}{c}}} .

## Théorèmes d'addition
Pour les fonctions {\displaystyle \varphi }, {\displaystyle f} et {\displaystyle F} les théorèmes d'addition suivants sont vérifiées :
{\displaystyle \varphi (\alpha +\beta )={\frac {\varphi (\alpha )f(\beta )F(\beta )+\varphi (\beta )f(\alpha )F(\alpha )}{R}}}
{\displaystyle f(\alpha +\beta )={\frac {f(\alpha )f(\beta )-c^{2}\varphi (\alpha )\varphi (\beta )F(\alpha )F(\beta )}{R}}}
{\displaystyle F(\alpha +\beta )={\frac {F(\alpha )F(\beta )+e^{2}\varphi (\alpha )\varphi (\beta )f(\alpha )f(\beta )}{R}}} ,
où {\displaystyle R=1+c^{2}e^{2}\varphi ^{2}(\alpha )\varphi ^{2}(\beta )} .
Ceux-ci découlent des théorèmes d'addition pour les intégrales elliptiques qu'Euler avait déjà prouvés.